# Белявский, Георгий Александрович
Гео́ргий Алекса́ндрович Беля́вский (1905—1983) — советский работник авиапромышленности, директор авиационного завода, лауреат Сталинской премии (1949).

## Биография
Родился 26 ноября 1905 года в Тверской губернии.
Работал начальником цеха Московского авиационного завода в 1931—1942 годы; главным технологом Казанского авиационного завода в 1942—1955 годs и директором завода № 64 (Воронежского авиазавода) в 1956—1965 годы. С 1965 года — заместитель начальника Главного технического управления Министерства авиационной промышленности СССР.
Умер 8 марта 1983 года в Москве. В ГА РФ имеются материалы, относящиеся к Г. А. Белявскому.

## Награды
- два ордена Ленина (в том числе 13.02.1944)
- орден Трудового Красного Знамени (22.7.1966) — за успешное выполнение плана 1959—1965 годов, создание и производство новых видов техники.
- орден Красной Звезды (16.9.1945)
- медали СССР
- Сталинская премия первой степени (1949) — за внедрение в серийное производство бомбардировщика Ту-4.